# Мампория, Эмзар Саркисович
Эмзар Саркисович Мампория (30 сентября 1964) — советский и грузинский футболист, защитник.

## Биография
На взрослом уровне дебютировал в 1982 году, сыграв один матч во второй лиге СССР за «Динамо» (Сухуми). В последующие три сезона был одним из основных игроков клуба и сыграл 71 матч, в которых забил 2 гола. После окончания сезона 1985 покинул команду и два года находился без клуба. Вернулся в «Динамо» в 1988 году и провёл в его составе ещё 16 матчей. В 1989 году выступал за другой клуб второй лиги «Локомотив» (Самтредиа), в котором провёл 38 матчей. В 1990 году перешёл в «Колхети» (Хоби), в составе которого в том же году был участником первого розыгрыша чемпионата Грузии и занял с командой 11 (из 18) место. В «Колхети» игрок провёл два сезона, а в 1991 году вернулся в «Локомотив».
В 1992 году Мампория подписал контракт с российским клубом «Уралан». В «Уралане» футболист провёл четыре полноценных сезона в первом дивизионе, сыграл 123 матча и забил 3 гола. В 1996 году перешёл в клуб второй лиги Волгодонск, в котором провёл 15 матчей. По окончании сезона 1996 завершил игровую карьеру.